# Erizo en la niebla
Erizo en la niebla (Ёжик в тумане en V.O, transl. Yózhik v tumane) es un cortometraje animado soviético de 1975 dirigido por Yuri Norstein y producido por Soyuzmultfilm en Moscú. El guion corre a cargo de Serguéi Kozlov, autor de la novela homónima en la cual se basa el corto.

## Argumento
Un narrador (Alekséi Batálov) narra la historia de un pequeño erizo (María Vinográdova) y su amigo, una cría de oso (Viacheslav Nevinny). Ambos se reúnen cada atardecer a tomar el té servido del samovar encendido con ramas de enebro. Después de beber el té, los dos conversan y se sientan a contar juntos las estrellas. Un día, el erizo decide llevarle al oso, un tarro de mermelada de frambuesa. Mientras lo busca, de camino, en el bosque se encuentra con un caballo pastando en una intensa niebla. Curioso por saber si el caballo podría respirar bajo la niebla al dormir, el erizo decide adentrarse en ella, una vez en la niebla es incapaz de ver su pata. Finalmente, sigue adelante y explora la niebla.
Allí se encuentra en un mundo extraño habitado por aterradoras criaturas (un búho, polillas y un murciélago) pero también se encuentra con otras más amigables (un caracol, un perro y "algo" en el río); ese mundo es de silencio y susurros, oscuro, de maleza alta y estrellas. Pronto, el erizo oye el sonido del búho, al cual él llama "tarado" (псих). Al verle aparecer se asusta, pero su curiosidad lo anima a seguir adelante en la exploración de lo desconocido. Los personajes del erizo y el oso son de parecer muy amigables. Por el contrario, el búho es más hostil, la moraleja de la historia es no dejarse llevar por la belleza que rodea al individuo.
Otro argumento e interpretación

"Este es un mundo, donde las cosas bellas y terribles pasarán. No temas." ~ Frederick Buechner

Una noche, el erizo caminaba por el bosque para contar las estrellas, tomar el té y comer mermelada de frambuesa con su amigo, el oso. Por el contrario del oso, el cual es amigable, detrás del erizo hay un búho que lo sigue con sigilo. En vez de prestarle atención, va pensando en la conversación que tendrá con su amigo. De camino, ve un caballo pastando en la niebla. Un gesto de asombro detiene su diálogo interno y se deja llevar por un maravilloso sentimiento. Su curiosidad acerca de cómo es vivir dentro de la niebla, lo lleva a adentrarse en ella. Enseguida lo empieza a invadir un poco de miedo en aquel sitio extraño y llama al caballo, pero no recibe respuesta. Después examina una hoja caída de un árbol y otro árbol que no había visto antes. De repente, descubre que ha perdido el tarro de la mermelada, símbolo del comfort y la familiaridad. Su curiosidad se vuelve en temor, aumentando su instinto del peligro hasta tal punto de asustarse de un perro inofensivo, el cual, le recupera el tarro perdido para después marcharse llamado por los silbidos de su amo, quien silba una pieza similar a la Quinta sinfonía de Beethoven. Al rato, en la distancia siente como su amigo lo llama. Todavía asustado huye a ciegas entre la niebla y cae al río. Después de chapotear sobre el agua, se mantiene a flote y se relaja dejándose llevar por la corriente, finalmente acepta su destino y eventual muerte sin ningún temor. El caballo lo ve flotar, pero no hace nada por ayudarle. De repente, "algo" le roza una de sus patas y le pregunta "¿quién es y cómo ha llegado hasta allí?". Relajado le contesta el como, finalmente es salvado al llevarle ese "algo" a la orilla. Finalmente, decide hacer su camino y salir de la niebla para reunirse finalmente con el oso, el cual habla y habla mientras que el erizo permanece en silencio a su derecha mientras disfruta de su compañía. Mientras está sentado a su lado, el erizo piensa en aquel caballo, símbolo de la belleza impersonal, el misterio y la belleza de la existencia.
Esta es una historia sobre cómo vivir la vida al máximo, y la forma de mostrarnos al mundo tal y como somos de verdad. "

## Reparto
- Alekséi Batálov..... Narrador
- María Vinográdova ..... Erizo
- Viacheslav Nevinny..... Oso

## Recepción
- 1976-Biskek (actual Kirguistán) Festival de la Unión Mejor película de animación.
- 1976-Teherán (Irán) Festival juvenil e infantil de cine Mejor película de animación.
- 2003-Tokio (Japón) Mejores 150 mejores películas de animación de todos los tiempos 1ª mejor película de todos los tiempos.

## Legado
Desde enero de 2009, el personaje principal de la película, tiene una estatua en el centro de Kiev, Ucrania.